# Jaroslav Doubrava
Jaroslav Doubrava (* 4. dubna 1948 Ústí nad Labem) je český politik, v letech 1998 až 2004 a opět v letech 2010 až 2022 senátor za obvod č. 31 – Ústí nad Labem, bývalý starosta obce Telnice, v letech 2008 až 2016 zastupitel Ústeckého kraje, člen hnutí Severočeši.cz, do roku 2010 člen KSČM.

## Vzdělání, profese a rodina
Absolvoval střední odbornou školu v oboru elektro. Je vdovec, má dvě děti.

## Politická kariéra
V letech 1978–2010 působil v komunální politice na postu uvolněného tajemníka národního výboru obce a později starosty obce Telnice.
Ve volbách 1998 se stal členem horní komory českého parlamentu přesto, že jej v prvním kole porazil občanský demokrat Zdeněk Kavina v poměru 28,34 % ku 27,63 % hlasů. Ve druhém kole Doubrava obdržel 52,37 % hlasů a získal mandát senátora. Zastával funkci místopředsedy Mandátového a imunitního výboru, zasedal ve Výboru pro zahraniční věci, obranu a bezpečnost. Ve volbách 2004 svůj mandát obhajoval, ovšem v obou kolech jej porazil občanský demokrat Pavel Sušický.
V krajských volbách 2008 se stal zastupitelem Ústeckého kraje za sdružení Severočeši.cz. Ve volbách v roce 2016 nemohl mandát krajského zastupitele obhájit, jelikož byla kandidátka hnutí Severočeši.cz, za něž kandidoval, týden před volbami stažena za rozporuplných okolností.
V roce 2010 vystoupil z KSČM, vstoupil do hnutí Severočeši.cz, za které kandidoval ve volbách 2010 do senátu za obvod č. 31 – Ústí nad Labem. Přestože jej Pavel Sušický v prvním kole porazil v poměru 27,01 % ku 23,15 % hlasů, ve druhém kole Doubrava zvítězil se ziskem 55,97 % hlasů a stal se senátorem.
V roce 2014 se jako volební pozorovatel zúčastnil nezákonných voleb na separatistickém východě Ukrajiny, konkrétně v Luhansku (tzv. Luhanské lidové republice). Za to byl posléze ukrajinskou vládou označen za nežádoucí osobu. V rozhovoru pro Lidové noviny v Luhansku obvinil ukrajinskou armádu z válečných zločinů a uvedl, že se chová hůře než Hitler. Obhajoval také anexi Krymu, ke které podle něj došlo na základě zcela svobodného a dobře organizovaného referenda. Od jeho cesty se Senát oficiálně distancoval a jeho zastupující předseda Zdeněk Škromach uvedl, že se jednalo o Doubravovu soukromou misi. V září 2015 se ocitl na sankčním seznamu Ukrajiny za svou účast jako pozorovatele při volbách pořádaných v listopadu 2014 v separatistickém Donbasu.
Ve volbách do Senátu PČR v roce 2016 obhajoval za hnutí Severočeši.cz mandát v obvodu č. 31 – Ústí nad Labem. Se ziskem 23,94 % hlasů postoupil z prvního místa do druhého kola, v němž porazil poměrem hlasů 57,89 % : 42,10 % kandidáta hnutí ANO 2011 Františka Holešovského. Mandát senátora se mu tak podařilo obhájit.
V rámci sociálních sítí se proslavil mimo jiné šířením lži o tom, že Evropská unie chce v české abecedě zrušit písmeno ř.
Dne 24. února 2022, v den zahájení ruské invaze na Ukrajinu, zveřejnil Doubrava text obhajující obsazení části území Ukrajiny (samozvané Doněcké a Luhanské republiky) ruskou armádou. V této souvislosti bylo na Doubravu podáno trestní oznámení.
Dne 15. června 2022 po videoprojevu ukrajinského prezidenta Zelenského v Senátu PČR před schválením usnesení odsuzujícího ruskou agresi na Ukrajině vystoupil Doubrava s projevem zpochybňujícím masakr v Buči. Většina senátorů na protest opustila sál.
Ve volbách do Senátu PČR v roce 2022 již nekandidoval. Jako svého nástupce podpořil Jaroslava Teleckého za hnutí PRO, který však neuspěl.
V srpnu 2022 jednal Doubrava na Krymu se šéfem ruské administrativy Sergejem Aksjonovem. Podle Aksjonova probírali kulturní výměnu mezi národy a možnosti spolupráce. Doubrava podle zprávy krymského parlamentu jednal ve jménu českých občanů nepodporujících politiku české vlády, podle Doubravovy mluvčí byl na Krymu na dovolené.
Ve sněmovních volbách v roce 2025 kandiduje na 2. místě kandidátní listiny subjektu Jasný Signál Nezávislých v Ústeckém kraji.